# Tanizio Sá
José Altanizio Taumaturgo Sá (Manoel Urbano),  é um político brasileiro, filiado ao MDB. Nas eleições de 2022, foi eleito deputado estadual pelo AC.